# Курин-Эккин
Курин-Эккин (калм. Күрин Экин) — пересыхающая река и одноимённая балка Ергенинской возвышенности в Целинном районе Калмыкии.
Впадает в лиман Бор-Нур
Длина водотока 19 км. Водосборная площадь 107 км².
На старых топографических картах обозначена как река Бур-Нур.
По состоянию на 1941 год в балке Курин-Эккин располагался населённый пункт Шаркель